# Ołeh Krasnopiorow
Ołeh Wołodymyrowycz Krasnopiorow, ukr. Олег Володимирович Краснопьоров (ur. 25 lipca 1980 w Połtawie, Ukraińska SRR) – ukraiński piłkarz, grający na pozycji obrońcy, a wcześniej pomocnika, reprezentant Ukrainy.

## Kariera piłkarska

### Kariera klubowa
Jest wychowankiem Worskły Połtawa, w drugiej drużynie której w 1998 rozpoczął karierę piłkarską. Po występach w klubach Adoms Krzemieńczuk, Dynamo-2 Kijów i Zakarpattia Użhorod w 2002 został piłkarzem Illicziwca Mariupol, barwy którego bronił przez 6 lat. W 2008 powrócił do Worskły. 21 stycznia 2013 przeszedł do Metalista Charków. W czerwcu 2015 anulował swój kontrakt z charkowskim klubem.

### Kariera reprezentacyjna
19 listopada 2008 debiutował w narodowej reprezentacji Ukrainy w wygranym 1:0 meczu towarzyskim z Norwegią.

## Sukcesy i odznaczenia

### Sukcesy klubowe
- zdobywca Pucharu Ukrainy: 2009